# Lagenorhynchus obliquidens
El delfín de flancos blancos del Pacífico  (Lagenorhynchus obliquidens) es una especie de cetáceo odontoceto de la familia Delphinidae. Es un delfín muy activo, encontrado en aguas frías a templadas del norte del océano Pacífico.

## Taxonomía
Fue descrito por Theodore Gill en 1865.  Es extremadamente similar morfológicamente al Lagenorhynchus obscurus (delfín negro), encontrado en la parte sur del Pacífico. Algunos estudios sugieren que serían una sola especie. Trabajos recientes de Cipriano rechazan esa hipótesis y sugieren que las dos especies divergieron hace dos millones de años.
Ambos son tradicionalmente catalogados en el género Lagenorhynchus. Recientes análisis moleculares indican que están más estrechamente vinculados a los delfines del género Cephalorhynchus.  Si esto es correcto, significaría que ambas especies deberían ser transferidas a Cephalorhynchus o a un nuevo género.[cita requerida]

## Descripción

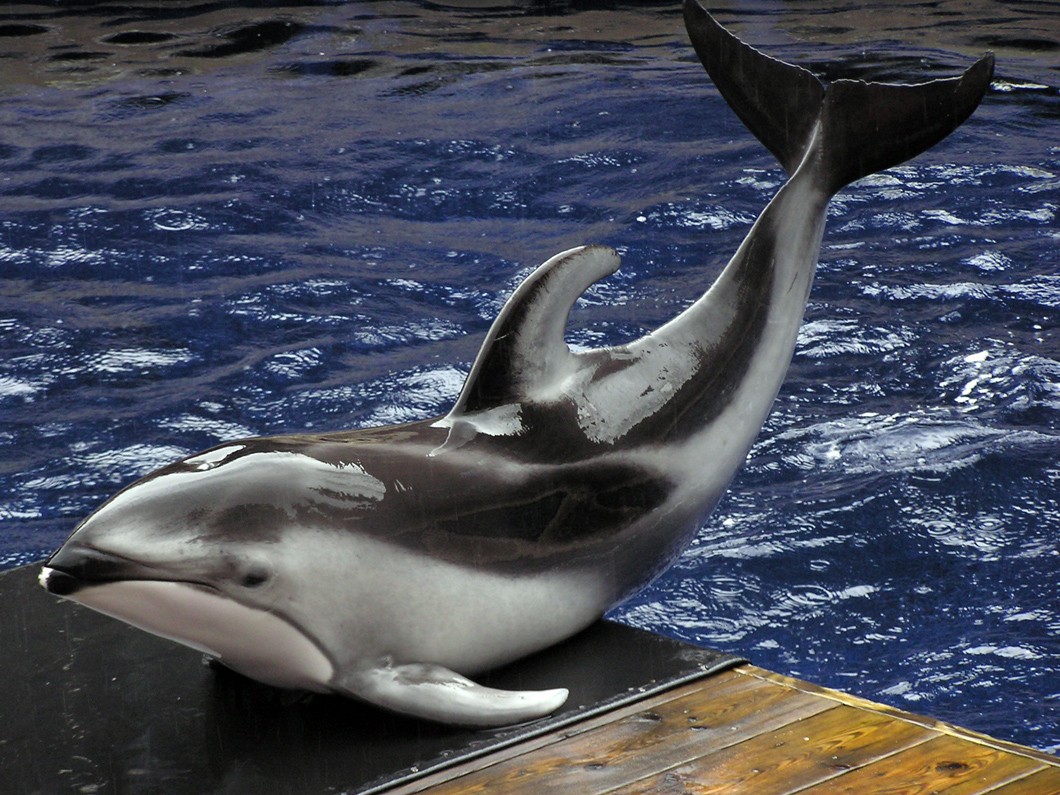
Los delfines del Vancouver Aquarium.

Estos delfines tienen tres tonos de colorido:  mentón, garganta y vientre crema blancuzca. Pico, aletas traseras y espina dorsal son gris oscuro. Y un gris claro en los lados y una tira gris clara desde debajo de los ojos hacia debajo de la espina dorsal donde se engrosa hacia la cola. Un anillo gris oscuro rodea los ojos.
La especie posee un tamaño promedio de los delfines oceánicos; las hembras pesan más de 150 kg y los machos unos 200 kg, su longitud es de 2,5 m (macho) y 2,3 m (hembra). Tiende a ser algo mayor que el delfín oscuro. Las hembras son maduras a los 7 años. El período gestacional es de un año. Hay individuos que pueden vivir más de cuarenta años.
Son extremadamente activos y se mezclan con muchos otros cetáceos del Pacífico norte.  También se acerca rápidamente a embarcaciones. Son comunes grupos de 90 especímenes, y se han observado supergrupos de más de 3.000 individuos. Predan principalmente Myctophidae, merluza, anchoa, calamar, Clupea, salmón y bacalao.

## Población y distribución
La dispersión de este  delfín es un gran arco a través de aguas frías a templadas del Pacífico norte.  No se lo avista más al sur que el mar de la China, y en el lado oeste y en la península de Baja California por el este. Pueden verse poblaciones en el mar del Japón y en el mar de Ojotsk. Por el norte, algunos individuos se encuentran en el mar de Bering. Parecería que siguen algún patrón de migración; en el este son muy abundantes en las costas de  California en invierno,  pero están mucho al norte de Oregón, Washington en verano. Su  preferencia por aguas profundas aparece una vez al año.
La población total puede ser más de 1 millón.  Quizás se deba a su frecuente aparición cerca de barcos, que la hace muy fácil para tomar muestras poblacionales.

## Interacción humana

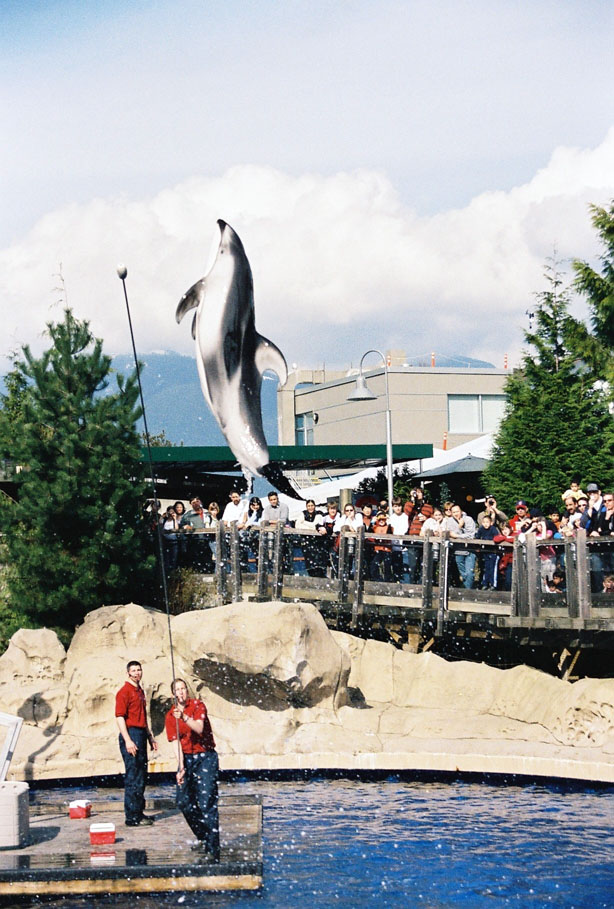
Gran salto del delfín en un show del Vancouver Aquarium.

Hasta que las Naciones Unidas impuso en 1993 una cierta restricción a su captura indirecta, muchísimos de estos delfines morían en sistemas de pesca de arrastre. Un estudio estimó la muerte de entre 50.000 a 89.000 individuos en un período de doce años. Hacia marzo del 2007, un número importante de animales seguían siendo pescados cada año por pesqueros japoneses, aun así se tiene la esperanza de que dicha captura no cause una amenaza serie a la especie.

## Los delfines de flancos blancos del Pacífico en la cultura popular
- Aunque superados en popularidad por Tursiops truncatus, son muy usados como  parte de algunos shows temáticos de acuarios.
- Venus a través de los peces libro, escrito por Elizabeth Hall, con una hembra de esta sp. como su protagonista.